# Ferromagnetyk
Ferromagnetyk – ciało, które wykazuje własności ferromagnetyczne. Znajdują się w nim obszary stałego namagnesowania (tzw. domeny magnetyczne), wytwarzające wokół siebie pole magnetyczne (jak małe magnesy). Do ferromagnetyków należą m.in. żelazo, kobalt, nikiel i niektóre ich stopy oraz niektóre inne metale przejściowe, np. metale ziem rzadkich.
Ferromagnetyki mają właściwości ferromagnetyczne poniżej temperatury Curie, powyżej są paramagnetykami. Magnesowanie polega na zmianie kierunku namagnesowania w domenach lub zmianie granic domen. Występuje w nich zjawisko nasycenia magnetycznego – wszystkie elementarne dipole magnetyczne ustawiają się w kierunku zewnętrznego pola magnetycznego. Powyżej temperatury Curie ruchy cieplne uniemożliwiają ustawienie dipoli magnetycznych.

## Podział
Ferromagnetyki dzieli się umownie na:
- twarde – zachowują stan namagnesowania pomimo zmian zewnętrznego pola magnetycznego,
- miękkie – tracą zewnętrzne namagnesowanie po usunięciu pola magnetycznego zachowując jedynie namagnesowanie resztkowe znacznie mniejsze od maksymalnego,
- półtwarde – zachowują stan namagnesowania, ale jest on stosunkowo łatwy do usunięcia.

Ferromagnetyki twarde stosuje się do wyrobu magnesów trwałych. Ferromagnetyki miękkie stosuje się do budowy magnetowodów i rdzeni magnetycznych silników elektrycznych, transformatorów itp. w celu kształtowania pola magnetycznego. Ferromagnetyki półtwarde używane są np. do zapisu danych cyfrowych na dyskach lub kartach magnetycznych.